# 巽他云豹
巽他云豹（学名：Neofelis diardi）是一种分布在婆罗洲和苏门答腊地区的猫科动物，早前一度被视云豹（Neofelis nebulosa）的亚种，直到2006年，遗传学研究才发现两者的遗传差异颇大，分析认为巽他云豹和亚洲大陆的云豹已有百万年的生殖隔离史，因而将其提升为独立物种。2008年国际自然保护联盟就将其列入濒危物种名单。
早在冰河时期，婆罗洲和苏门答腊的巽他云豹就因为地理原因而分隔开来，长期的演化使得两地的云豹发生了遗传学上的差异，以及头骨和牙齿等细节部位的形态学上的差异，形成了两个亚种：婆罗洲云豹（Neofelis diardi borneensis）和苏门答腊云豹（Neofelis diardi diardi）。